# Scorpionologie

Anatomie d'un scorpion.

La scorpionologie est la partie de l'histoire naturelle consacrée à l'étude des scorpions. La scorpionologie est une branche de l'arachnologie, discipline traitant des arachnides. 
Les arachnologistes spécialisés en scorpionologie s'appellent des scorpionologues, ou des scorpionologistes.
Vous pouvez consulter une liste d'arachnologistes ici.